# Neodamoder
Neodamoder var de spartanska heloter som på grund av sina förtjänster i krig eller på annat sätt erhöll vissa medborgerliga rättigheter men också större skyldigheter i krig.